# George Eogan
George Eogan (Nobber, Condado de Meath, 1930 - 18 de noviembre de 2021) fue un arqueólogo, antropólogo y político irlandés.

## Biografía
Estudió en la University College de Dublín (UCD) y entonces Trinity College de Dublín.  En 1965, fue indicado como lectura obligatoria en UCD, llegando a ser profesor en 1979, y después como jefe del departamento desde entonces hasta que 1995.
Fue particularmente conocido por su trabajo de más de cuarenta años en Knowth, habiendo sido Director del Proyecto de Investigación de Knowth.  En 1968, llegó a ser la primera persona después de un milenio en ingresar a la tumba del lado del este en el sitio.
Fue también miembro independiente del Seanad Éireann, sirviendo desde 1987 hasta que 1989.